# Discographie de London Grammar
La discographie de London Grammar, groupe d'indie pop britannique, comprend l'ensemble des disques publiés au cours de leur carrière. Elle est composée de deux albums studio, un EP et quatorze de singles. Le groupe a été formé en 2012 par Hannah Reid, Dan Rothman et Dominic "Dot" Major. Après avoir sorti indépendamment leur premier EP Metal & Dust en février 2013, London Grammar a signé un contrat avec le label Ministry of Sound.
Le premier album studio de London Grammar, If You Wait, est sorti en septembre 2013. Il a atteint la deuxième place du UK Albums Chart et a été certifié platine par la British Phonographic Industry (BPI). Six singles, Metal & Dust, Wasting My Young Years, Strong, Nightcall, Hey Now et Sights, ont été extraits de l'album. Strong a culminé à la 4e place du classement australien des singles et a été certifié double platine, tandis que Wasting My Young Years atteint la 2e place du Top Singles français,. À cette époque, le groupe collabore avec le duo de musique électronique Disclosure sur le single Help Me Lose My Mind, qui a atteint le numéro 56 du classement UK Singles.
Le deuxième album du groupe, Truth Is a Beautiful Thing, est sorti le 9 juin 2017. Six singles seront extraits de l'album, Rooting for You, Big Picture, Truth Is a Beautiful Thing, Oh Woman Oh Man, Non Believer et Hell to the Liars. L'album a été certifié or en Belgique, en France et au Royaume-Uni,.
Californian Soil, le troisième album studio du groupe, est prévu de sortir le 12 février 2021. Baby It's You est le premier single extrait de l'album. La chanson du même nom que l'album, Californian Soil, sort en tant que deuxième single de l'album.

## Albums studio
| Titre                      | Détail | Meilleur classement | Meilleur classement | Meilleur classement | Meilleur classement | Meilleur classement | Meilleur classement | Meilleur classement | Meilleur classement | Meilleur classement | Meilleur classement | Certification                                               |
| Titre                      | Détail | R-U                 | AUS                 | BEL (FL)            | BEL (WAL)           | FRA                 | ALL                 | IRL                 | P-B                 | SUI                 | É-U                 | Certification                                               |
| -------------------------- | --- | ------------------- | ------------------- | ------------------- | ------------------- | ------------------- | ------------------- | ------------------- | ------------------- | ------------------- | ------------------- | ----------------------------------------------------------- |
| If You Wait                | - Sortie : 6 septembre 2013 - Labels : Metal & Dust, Ministry of Sound - Formats : CD, LP, téléchargement        | 2                   | 2                   | 9                   | 3                   | 6                   | 34                  | 9                   | 11                  | 8                   | 91                  | - BPI: 2× Platine - ARIA: Platine - BEA: Platine - BVMI: Or |
| Truth Is a Beautiful Thing | - Sortie : 9 juin 2017 - Labels : Metal & Dust, Ministry of Sound - Formats : CD, LP, téléchargement             | 1                   | 3                   | 2                   | 1                   | 2                   | 9                   | 3                   | 9                   | 4                   | 129                 | - BPI: Or - BEA : Or - SNEP: Or                             |
| Californian Soil           | - Sortie : 16 avril 2021 - Labels : Metal & Dust, Ministry of Sound - Formats : CD, LP, cassette, téléchargement | —                   | —                   | —                   | —                   | —                   | —                   | —                   | —                   | —                   | —                   |                                                             |
| The Greatest Love          | - Sortie : 13 septembre 2024 - Labels : Because Music - Formats : CD, LP, Cassette, téléchargement               |                     |                     |                     |                     |                     |                     |                     |                     |                     |                     |                                                             |

## Compilations
| Titre       | Détails                                                                                                  | Meilleur classement |
| Titre       | Détails                                                                                                  | AUS                 |
| ----------- | --- | ------------------- |
| The Remixes | - Sortie : 21 juillet 2023 - Label : Metal & Dust / Ministry of Sound - Formats : CD, LP, téléchargement |                     |

## EP
| Titre        | Détails                                                                          | Meilleur classement |
| Titre        | Détails                                                                          | AUS                 |
| ------------ | -------------------------------------------------------------------------------- | ------------------- |
| Metal & Dust | - Sortie : 25 février 2013 - Label : Metal & Dust - Formats : LP, téléchargement | 68                  |

## Singles

### En tant qu'artiste principal
| Titre                                                                            | Année | Meilleur classement | Meilleur classement | Meilleur classement | Meilleur classement | Meilleur classement | Meilleur classement | Meilleur classement | Meilleur classement | Meilleur classement | Meilleur classement | Certifications                                                 | Album                      |
| Titre                                                                            | Année | R-U                 | AUS                 | BEL (FL)            | BEL (WAL)           | FRA                 | ALL                 | IRL                 | N-Z                 | ÉCO                 | SUI                 | Certifications                                                 | Album                      |
| -------------------------------------------------------------------------------- | ----- | ------------------- | ------------------- | ------------------- | ------------------- | ------------------- | ------------------- | ------------------- | ------------------- | ------------------- | ------------------- | -------------------------------------------------------------- | -------------------------- |
| Metal & Dust                                                                     | 2013  | 105                 | —                   | —                   | —                   | —                   | —                   | —                   | —                   | —                   | —                   |                                                                | If You Wait                |
| Wasting My Young Years                                                           | 2013  | 31                  | 62                  | 23                  | 4                   | 2                   | —                   | —                   | —                   | 34                  | 11                  | - BPI: Argent                                                  | If You Wait                |
| Strong                                                                           | 2013  | 16                  | 4                   | 4                   | 6                   | 60                  | 28                  | 20                  | 11                  | 16                  | 32                  | - BPI: Or - ARIA: 2× Platine - BEA : Or - BVMI : Or - RMNZ: Or | If You Wait                |
| Nightcall                                                                        | 2013  | 53                  | —                   | 36                  | —                   | 59                  | —                   | —                   | —                   | —                   | —                   | - BPI: Argent                                                  | If You Wait                |
| Hey Now                                                                          | 2014  | 37                  | —                   | —                   | —                   | 45                  | —                   | —                   | —                   | 37                  | —                   | - BPI: Or                                                      | If You Wait                |
| Sights                                                                           | 2014  | —                   | —                   | —                   | —                   | —                   | —                   | —                   | —                   | —                   | —                   |                                                                | If You Wait                |
| If You Wait                                                                      | 2014  | —                   | —                   | —                   | —                   | —                   | —                   | —                   | —                   | —                   | —                   |                                                                | If You Wait                |
| Rooting for You                                                                  | 2017  | 58                  | —                   | —                   | —                   | 55                  | —                   | 72                  | —                   | 45                  | —                   |                                                                | Truth Is a Beautiful Thing |
| Big Picture                                                                      | 2017  | 73                  | —                   | —                   | —                   | 31                  | —                   | —                   | —                   | 36                  | —                   |                                                                | Truth Is a Beautiful Thing |
| Truth Is a Beautiful Thing                                                       | 2017  | —                   | —                   | —                   | —                   | 40                  | —                   | —                   | —                   | 55                  | —                   |                                                                | Truth Is a Beautiful Thing |
| Oh Woman Oh Man                                                                  | 2017  | 85                  | —                   | —                   | —                   | 96                  | —                   | —                   | —                   | 51                  | —                   |                                                                | Truth Is a Beautiful Thing |
| Non Believer                                                                     | 2017  | —                   | —                   | —                   | —                   | —                   | —                   | —                   | —                   | —                   | —                   |                                                                | Truth Is a Beautiful Thing |
| Hell to the Liars                                                                | 2017  | —                   | —                   | —                   | —                   | —                   | —                   | —                   | —                   | —                   | —                   |                                                                | Truth Is a Beautiful Thing |
| Baby It's You                                                                    | 2020  | 80                  | —                   | —                   | —                   | —                   | —                   | —                   | —                   | —                   | —                   |                                                                | Californian Soil           |
| Californian Soil                                                                 | 2020  | —                   | —                   | —                   | —                   | —                   | —                   | —                   | —                   | —                   | —                   |                                                                | Californian Soil           |
| Lose Your Head                                                                   | 2021  | —                   | —                   | —                   | —                   | —                   | —                   | —                   | —                   | —                   | —                   |                                                                | Californian Soil           |
| How Does It Feel                                                                 | 2021  | —                   | —                   | —                   | —                   | —                   | —                   | —                   | —                   | —                   | —                   |                                                                | Californian Soil           |
| "—" Indique que le single n'a pas été classé ou n'était disponible dans le pays. |       |                     |                     |                     |                     |                     |                     |                     |                     |                     |                     |                                                                |                            |

### En tant qu'artiste vedette
| Titre                                                                            | Année | Meilleur classement | Meilleur classement | Meilleur classement | Meilleur classement | Meilleur classement | Meilleur classement | Meilleur classement | Certifications | Album   |
| Titre                                                                            | Année | R-U                 | R-U Dance           | AUS                 | BEL (FL)            | IRL                 | ÉCO                 | US Dance/ Elec.     | Certifications | Album   |
| -------------------------------------------------------------------------------- | ----- | ------------------- | ------------------- | ------------------- | ------------------- | ------------------- | ------------------- | ------------------- | -------------- | ------- |
| Help Me Lose My Mind (Disclosure feat. London Grammar)                           | 2013  | 56                  | 10                  | —                   | —                   | 97                  | 72                  | 45                  | - BPI: Argent  | Settle  |
| Let You Know (Flume feat. London Grammar)                                        | 2019  | —                   | —                   | 31                  | —                   | —                   | —                   | —                   |                | À venir |
| "—" Indique que le single n'a pas été classé ou n'était disponible dans le pays. |       |                     |                     |                     |                     |                     |                     |                     |                |         |